# Edward Kennedy
Edward Moore "Ted" Kennedy (n. 22 februarie 1932, Boston, Massachusetts – d. 25 august 2009, Hyannis, Massachusetts) ) a fost un politician american, senator senior al Senatului Statelor Unite ale Americii din statul  Massachusetts și membru al Partidului Democrat. Aflat în funcție din noiembrie 1962, Kennedy a servit cel de-al optulea mandat (din nouă), care a devenit incomplet prin decesul său.
Edward Kennedy a fost, pentru o bună perioadă de timp, cel de-al doilea membru al Senatului ca lungime a serviciului său public, după senatorul Robert Byrd, reprezentant al statul  Virginia de Vest, care fusese și President pro tempore al Senatului până la decesul său din 28 iunie 2010.
Edward Kennedy fusese ales prima dată pentru un mandat complet de șase ani în urma alegerilor din noiembrie 1964, fiind apoi reales de încă opt ori (în 1970, 1976, 1982, 1988, 1994, 2000 și 2006).

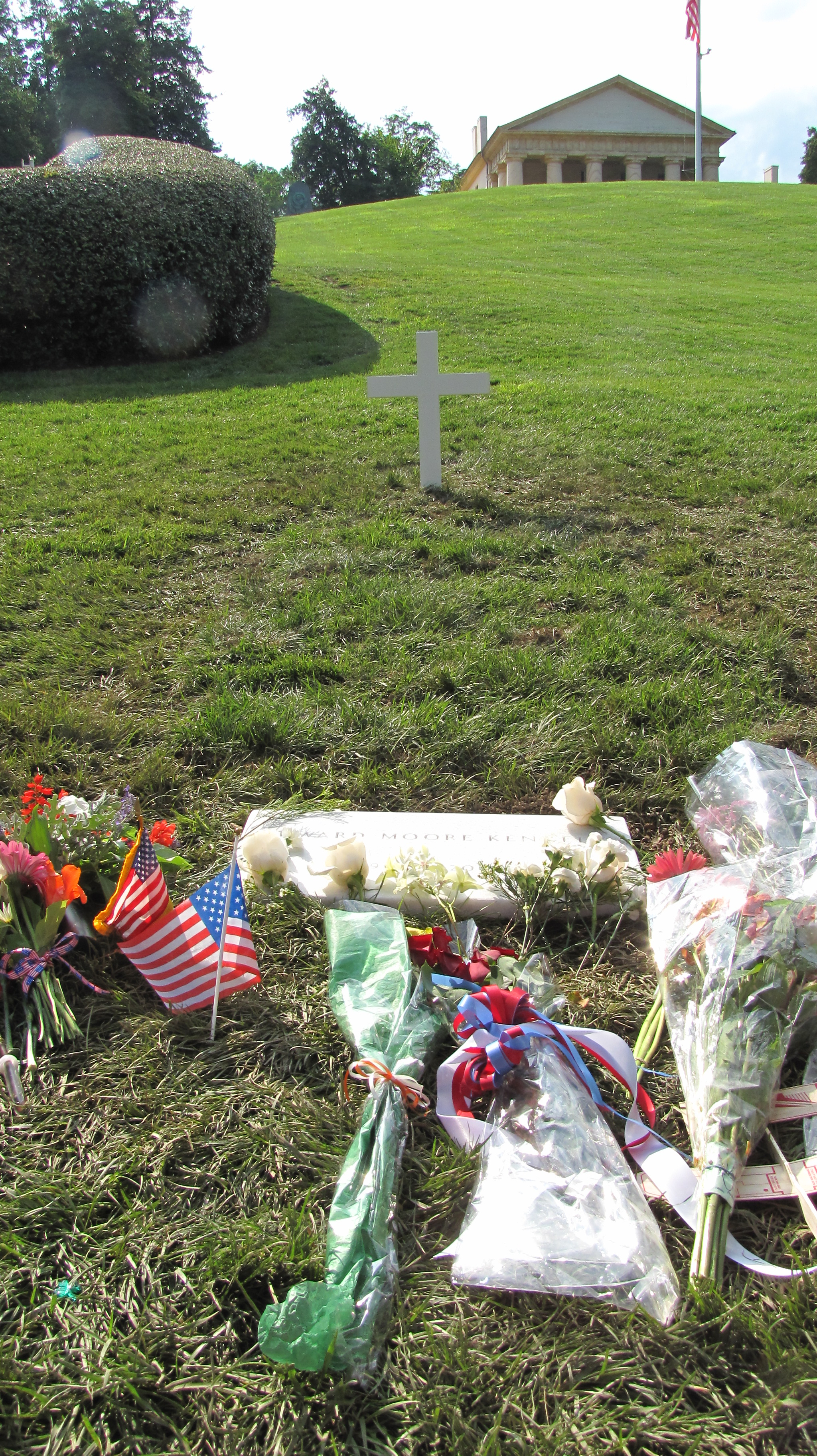
Arlington National Cemetery

## Căsătorie, familie și carieră timpurie

John, Robert and Ted Kennedy, c. 1960.

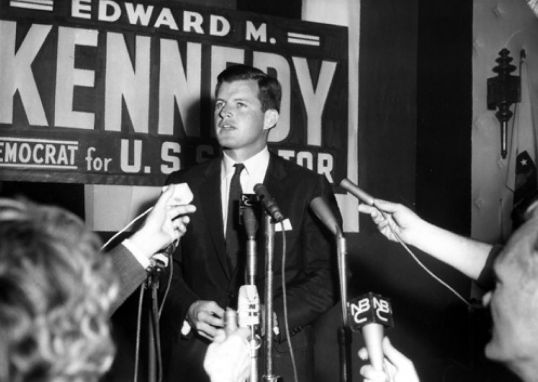
First Senate campaign, 1962.

## Scrieri
- Kennedy, Edward M. (1968). Decisions for a Decade: Policies and Programs for the 1970s. Michael Joseph.
- Kennedy, Edward M. (1972). In Critical Condition: The Crisis in America's Health Care. Simon & Schuster.
- Kennedy, Edward M. (ed.) (1979). Our Day and Our Generation: The Words of Edward M. Kennedy. Simon & Schuster. ISBN 0671241338.
- Kennedy, Edward M. (2006). America Back On Track. Viking Adult. ISBN 0670037648.
- Kennedy, Edward M. (2006). My Senator and Me: A Dog's-Eye View of Washington, D.C. Scholastic Press. ISBN 0-439-65077-1.

### Web site-uri oficiale
- Senate homepage
- Campaign homepage
- Committee for a Democratic Majority PAC founded by Kennedy to support and expand the Democratic majority in the Senate and House of Representatives

### Informații non-partizane
- Biography at the Biographical Directory of the United States Congress
- Voting record maintained by The Washington Post
- Campaign finance reports and data at the Federal Election Commission
- Campaign contributions at OpenSecrets.org
- Biography, voting record, and interest group ratings at Project Vote Smart
- Issue positions and quotes at On The Issues
- Staff salaries, trips and personal finance at LegiStorm.com
- Current Bills Sponsored at StateSurge.com
- Congressional profile at GovTrack.us
- FBI FOIA Investigation on Chappaquiddick
- New York Times– Edward Kennedy News collected news and commentary
- SourceWatch Congresspedia– Edward M. Kennedy Arhivat în 14 august 2008, la Wayback Machine. profile
- Edward Kennedy la Internet Movie Database
- Americanii își iau adio de la Ted Kennedy, 27 august 2009, Paul Ciocoiu, Evenimentul zilei

| Senatul Statelor Unite ale Americii                                       | Senatul Statelor Unite ale Americii                                                                                                  | Senatul Statelor Unite ale Americii           |
| ------------------------------------------------------------------------- | --- | --------------------------------------------- |
| Predecesor: Benjamin A. Smith II                                          | Senator al Senatului SUA din statul Massachusetts 7 noiembrie 1962 – present                                                         | În funcție                                    |
| Funcții politice                                                          | |                                               |
| Predecesor: Russell B. Long Louisiana                                     | Senate Majority Whip Senate Democratic Whip 1969 – 1971                                                                              | Succesor: Robert C. Byrd West Virginia        |
| Predecesor: James Eastland D-Mississippi                                  | Chairman of the Senate Judiciary Committee 1978 – 1981                                                                               | Succesor: Strom Thurmond R-South Carolina     |
| Predecesor: Orrin Hatch R-Utah                                            | Chairman of the Senate Labor and Human Resources Committee 1987 – 1995                                                               | Succesor: Nancy Landon Kassebaum R-Kansas     |
| Predecesor: James Jeffords R-Vermont                                      | Chairman of the Senate Health, Education, Labor, and Pensions Committee January 3 - 20 ianuarie 2001                                 | Succesor: James Jeffords R-Vermont            |
| Predecesor: James Jeffords I-Vermont                                      | Chairman of the Senate Health, Education, Labor, and Pensions Committee 5 iunie 2001 – 2003                                          | Succesor: Judd Gregg R-New Hampshire          |
| Predecesor: Michael Enzi R-Wyoming                                        | Chairman of the Senate Health, Education, Labor, and Pensions Committee 2007 – present                                               | În funcție                                    |
| Ordine de precedență în Statele Unite (ceremonial)                        | |                                               |
| Predecesor: Robert Byrd President pro tempore of the United States Senate | United States order of precedence United States Senator                                                                              | Succesor: Daniel Inouye United States Senator |
| Ordine de precedență în Statele Unite (ceremonial)                        | |                                               |
| Predecesor: Robert Byrd (Dean of the Senate)                              | United States Senators by seniority 2nd                                                                                              | Succesor: Daniel Inouye                       |
| Funcții politice                                                          | |                                               |
| Predecesor: John F. Kennedy                                               | Democratic Party nominee for United States Senator from Massachusetts (Class 1) 1962, 1964, 1970, 1976, 1982, 1988, 1994, 2000, 2006 | Succesor: to be determined                    |
| Titluri onorifice                                                         | |                                               |
| Predecesor: John Tower (R-Texas)                                          | Baby of the United States Senate 1962-1969                                                                                           | Succesor: Bob Packwood (R-Oregon)             |